# Ibrahima Sonko
Ibrahima Sonko (ur. 22 stycznia 1981 w Bignona, Senegal) – senegalski piłkarz (posiada również obywatelstwo francuskie) grający na pozycji obrońcy w Harlow Town.

## Reprezentacja narodowa
Polski trener reprezentacji narodowej Senegalu - Henryk Kasperczak powołał Ibrahima Sonko do 23 osobowego składu reprezentacji na Puchar Narodów Afryki rozgrywany między 20 stycznia a 10 lutego 2008 roku w Ghanie.
Ibrahima Sonko zadebiutował 12 stycznia 2008 w rozegranym w Dakarze meczu wygranym przez Senegal (3-1) z Namibią.